# Сеймер, Уильям
Уильям Сеймер (швед. John William Seymer; 21 августа 1890, Стокгольм — 17 марта 1964, Стокгольм) — шведский композитор и музыкальный критик.
Сын коммерсанта, окончил институт торговли. Музыкальный обозреватель газеты «Svenska Dagbladet» (1917—1923), «Nya Dagligt Allehanda» (1923—1944), в 1944—1947 гг. заведовал отделом музыки в «Dagens Nyheter». Выступил, в частности, с высокой оценкой стокгольмских гастролей Яна Сибелиуса, а в 1944 году приветствовал одобрительным отзывом бежавшего в Швецию из Эстонии и представившего здесь свой фортепианный концерт Эдуарда Тубина. В 1923 г. при создании шведской секции Международного общества современной музыки занял должность вице-секретаря.
Как композитор выступил учеником и продолжателем Харальда Фрюклёфа. В музыкальном творчестве развивался под влиянием французских импрессионистов и новейшей британской музыки (Фредерик Делиус, Арнольд Бакс). Автор Симфониетты и трёх сюит для оркестра, двух сонат для скрипки и фортепиано, сюиты для кларнета и фортепиано, других камерных сочинений, фортепианной музыки, песен. Наибольшую популярность приобрёл фортепианный цикл Сеймера «Летние эскизы» (швед. Sommarcroquiser) Op. 11 (1920) и особенно его третья пьеса, «Глаз солнца» (швед. Solöga), записанная многими шведскими пианистами (в частности, Никласом Сивелёвом).